# Grigor II Mamikonian
Pour les articles homonymes, voir Grigor Mamikonian.
Grigor II Mamikonian (en arménien Գրիգոր Բ Մամիկոնյան) est un prince d'Arménie de la famille Mamikonian, de 745 à 746, puis en 748.

## Filiation
Il est fils de Hrahat Mamikonian, comte arménien, lequel est soit fils de Moušeł V, selon Christian Settipani, soit frère de Moušeł IV, selon Cyrille Toumanoff.
Grigor II Mamikonian a pour frères Davith Mamikonian, nakharar tué en 744, et Moušeł VI Mamikonian, prince d'Arménie qui lui succède, et probablement pour sœur Šoušan Mamikonian, mariée à Artavazd Kamsarakan,.

## Biographie
En 732, lorsque le calife Hicham ben Abd al-Malik élève Achot III Bagratouni à la dignité de prince d'Arménie, les frères Davith et Grigor Mamikonian refusent de reconnaître cette nomination et se révoltent. Vaincus par le gouverneur arabe Marwan ibn-Mohammed, ils sont arrêtés et exilés au Yémen,.
En 744, peu après la mort du calife Hicham, une guerre civile éclate dans l'empire arabe et Davith et Grigor Mamikonian en profitent pour s'échapper et regagner l'Arménie. Profitant de l'absence de Merwan, ils combattent Achot et le contraignent à la fuite. Le nouveau gouverneur, Ichak ibn-Moslim, nomme Grigor Mamikonian comme nouveau prince d'Arménie,.
En 746, le nouveau calife, Marwān II ibn-Mohammed, fermement installé sur le trône, veut récompenser Achot Bagratouni, qui l'a soutenu pendant la guerre. Il confie à ses lieutenants le soin de s'emparer de Davith Mamikonian, de lui faire couper les mains et de l'étrangler, puis de rétablir Achot comme prince d'Arménie. Grigor Mamikonian est forcé de se réconcilier avec Achot.
En 748, la guerre civile reprend, cette fois entre Marwān II, le dernier Omeyyade, et les Abbassides. Grigor Mamikonian décide de venger son frère, surprend et capture Achot Bagratouni et le fait aveugler. Il se proclame prince d'Arménie, mais meurt de maladie peu après, laissant ses titres à son frère Moušeł,.